# Austeucharis smaragdina
Austeucharis smaragdina är en stekelart som först beskrevs av Walker 1862.  Austeucharis smaragdina ingår i släktet Austeucharis och familjen Eucharitidae. Inga underarter finns listade.